# NGC 1730
NGC 1730 is een balkspiraalstelsel in het sterrenbeeld Haas. Het hemelobject werd op 9 oktober 1886 ontdekt door de Amerikaanse astronoom Lewis A. Swift.

## Synoniemen
- IC 2113
- PGC 16499
- MCG -3-13-43
- IRAS04573-1553